# Kasia Moś
Katarzyna Moś, detta Kasia (Ruda Śląska, 3 marzo 1987), è una cantante polacca.
Ha rappresentato la Polonia all'Eurovision Song Contest 2017 con la canzone Flashlight.

## Biografia
Kasia Moś è la figlia di Marek Moś, un membro del complesso musicale Aukso. Si è diplomata alla scuola musicale dedicata a Frederic Chopin di Bytom, dove ha studiato violoncello e pianoforte. Ha poi frequentato l'Accademia Musicale Karol Szymanowski di Katowice, dove ha ottenuto un diploma in canto jazz e contemporaneo.

## Carriera
Nel 2002 Kasia ha registrato la sua prima demo, una canzone scritta da Robert Janson, il fondatore del gruppo pop rock polacco Varius Manx. Nel 2006 ha partecipato a Piosenka dla Europy, il programma di selezione polacco per l'Eurovision, con la canzone I Wanna Know. È finita al decimo posto. Tra il 2008 e il 2009 ha recitato nel ruolo di Giuda nella rappresentazione teatrale Pasja wg św. Marka di Paweł Mykietyn.
Nel 2011, durante un viaggio a Las Vegas, Kasia ha incontrato la produttrice statunitense Robin Antin, fondatrice delle Pussycat Dolls. Dopo essere tornata in Polonia, Kasia ha registrato varie demo e le ha inviate a Robin Antin, la quale le ha successivamente chiesto di far parte dello show itinerante The Pussycat Dolls Burlesque Revue. Durante il suo contratto semestrale ha avuto la possibilità di esibirsi con artiste come Kelly Osbourne, Mýa e Carmen Electra; è stata inoltre invitata da Eva Longoria a cantare ad un'asta di beneficenza organizzata dalla sua fondazione.
Nel 2012 Kasia ha preso parte alle audizioni per la terza stagione della versione polacca del talent show Must Be the Music, cantando (You Make Me Feel Like) A Natural Woman di Aretha Franklin. È passata al round successivo, e poi alla semifinale. A settembre 2012 Kasia ha recitato come Cordelia nel musical Król lear di Paweł Mykietyn.
Ad ottobre 2015 Kasia Moś ha pubblicato il suo album di debutto, intitolato Inspination. Uno dei brani dell'album, Addiction, è stato selezionato come uno dei dieci partecipanti a Krajowe Eliminacje 2016, il processo di selezione polacco per l'Eurovision di quell'anno. Nella serata finale del 5 marzo 2016 la canzone ha ricevuto il 3,39% dei televoti, piazzandosi in sesta posizione. Ad ottobre 2016 Kasia è apparsa sulla copertina della versione polacca del mensile Playboy.
A febbraio 2017 Kasia ha pubblicato Flashlight, il singolo di lancio per il suo secondo album. La canzone è stata scelta per partecipare a Krajowe Eliminacie 2017 insieme ad altre nove. Lo show è stato mandato in onda in diretta il 18 febbraio 2017; Kasia ha vinto il voto della giuria, ottenendo il massimo dei punti da tutti e cinque i giurati, ma è arrivata seconda nel televoto dietro a Faces di Carmell. Tuttavia, visti i voti insufficienti della giuria per la canzone di Carmell, Kasia è stata proclamata vincitrice e ha rappresentato la Polonia all'Eurovision Song Contest 2017 a Kiev, in Ucraina. Kasia ha preso parte alla seconda semifinale, dove conquista l'accesso per la finale, piazzandosi nona con 119 punti. Il 13 maggio ha partecipato alla serata finale nella quale ha chiuso al 22º posto con 64 punti.

## Discografia

### Album in studio
- 2015 – Inspination
- 2021 – Moniuszko 200 (con Aukso)
- 2022 – Karin Stanek
- 2024 – Wszystko to czego nie da się powiedzieć

### Singoli
- 2010 – I Wanna Know
- 2015 – Pryzmat
- 2016 – Addiction
- 2017 – Flashlight
- 2018 – Wild Eyes (feat. Norma John)